# Julio Alberto Hernández
Julio Alberto Hernández Camejo (* 27. September 1900 in Santiago de los Caballeros; † 2. April 1999) war ein dominikanischer Komponist und Pianist.
Hernández war Schüler von Pedro Camejo (Solfège), Ramón Emilio Peralta (Saxophon) und José Oviedo (Klavier). Vierzehnjährig spielte er Saxophon in der Banda de Música seiner Heimatstadt. Er profilierte sich als Klavierbegleiter, der im Laufe der Jahre mit Musikern wie Gabriel del Orbe, Pedro Echavarría Lazala, Antonio Paoli, Nidia Mieses, Emil Friedman und Carlos Piantini auftrat.
1922 gründete er mit dem Pianisten Luis Bonnelly, dem Sänger Susano Polanco, dem Kornettisten Juan Francisco García und dem Geiger Luís Rivera eine Band, die erfolgreich in Dajabón, Cabo Haitiano und Monte Cristi auftrat. 1924 kam er mit einer Varietégruppe nach Kuba und vervollkommnete dort seine musikalische Ausbildung bei Pedro San Juan, dem späteren Dirigenten des Sinfonieorchesters von Havanna.
1932 gehörte Hernández zu den Gründungsmitgliedern des Orquesta Sinfónica de Santo Domingo, das er 1933 bei einem seiner ersten Konzerte dirigierte, bei dem Camille Saint-Saëns’ Cellokonzert mit dem Solisten Bogumil Sykora aufgeführt wurde. In den folgenden Jahren wirkte er als Direktor beim dominikanischen Rundfunk, leitete das Orquesta Sinfónica de la Compañía Anónima Tabacalera und die Escuela Elemental de Música von Santiago de los Caballeros.
Zum Jubiläum des Senders Voz Dominicana wurde seine Zarzuela La bruta de la loma mit Elenita Santos und Gerónimo Pellerano aufgeführt. In seinen Kompositionen verband Hernández klassische Musik mit Elementen der dominikanischen Folklore. 1966 erhielt er den Orden del Mérito de Duarte Sánchez y Mella, 1977 verlieh ihm die Universidad Autónoma de Santo Domingo den Titel eines Ehrenprofessors.
Seine Komposition Caminito de Tu Casa wurde 1946 vom Viva America Orchestra unter der Leitung von Alfredo Antonini mit John Serry senior für Alpha Records eingespielt (Katalog # 12205A, 12205B, 12206A, 12206B).